# کرکلیستون
کرکلیستون (به انگلیسی: Kirkliston) یک روستا در بریتانیا است. کرکلیستون ۳٬۳۸۶ نفر جمعیت دارد.